# كالحلم (نظرية الفلم)
في نظرية الفيلم ، يشير المصطلح (oneiric (/ oʊˈnaɪrɪk / oh-NY-rik ، الصفة ؛ "المتعلقة بالأحلام" إلى تصوير حالات تشبه الحلم أو إلى استخدام استعارة الحلم أو حالة الحلم في تحليل فيلم. المصطلح يأتي من اليونانية  Óneiros ،ويعني تجسيد الأحلام.

## التاريخ
جادل المنظرون السينمائيون الأوائل مثل ريتشوتو كانودو (١٨٧٩-١٩٢٣) و جون ابستين (١٨٧٩–١٩٥٣) بأن الأفلام تتمتع بجودة تشبه الحلم.قام ريمون بيلور وجاي روسولاتو بعمل تشابهات تحليلية نفسية بين الأفلام وحالة الحلم ، زاعمين أن الأفلام تحتوي على محتوى "كامن" يمكن تحليله نفسيًا كما لو كان حلمًا.صرحت ليديا مارينيلي أنه قبل ثلاثينيات القرن الماضي ، حاول المحللون النفسيون "بشكل أساسي تطبيق المخططات التفسيرية الموجودة في تفسير سيغموند فرويد للأحلام على الأفلام."
يعتقد المؤلف دوغلاس فاولر أن «الصور الناشئة عن الأحلام هي الربيع الجيد لجميع جهودنا لإعطاء شكل ومعنى دائمين للحالات الملحة في الداخل»، "النظر إلى هذا على أنه سبب" تصور الهيكل العميق للسرد البشري في الأحلام وتكوين كل اسطورة هو الأحلام.
يصف المؤلف روبرت إبيروين التجربة السينمائية بأنها دمج وعي المشاهد مع الوعي المتوقع لموضوع الفيلم وهي عملية تساعد من خلالها تجارب المشاهد السابقة مع الحلم «على خلق شعور بالوحدة» مع السينما، مما يتسبب في تضييق الفجوة بين المشاهد وما يُنظر إليه. بموجب هذه النظرية، بغض النظر عما يتم عرضه على الشاشة - سواء كان التمثيل الحرفي لشخصية تحلم، أو الشخصيات الخيالية لقصة تدور حول حياتهم الخيالية - فإن عملية مشاهدة الفيلم نفسه «تحاكي الأنشطة المرتبطة بتجربة الحلم ».
ترتبط الأفلام والأحلام أيضًا في التحليل النفسي من خلال فحص العلاقة بين عملية عرض السينما والمتفرج (الذي يُنظر إليه على أنه محايد). وصف رولان بارت، الناقد الأدبي الفرنسي وعالم في اللغويات، المتفرجين السينمائيين بأنهم في حالة «ماقبل الحلم »، ويشعرون «بالنعاس والخمول كما لو كانوا قد استيقظوا للتو» عندما ينتهي الفيلم. وبالمثل، يجادل السريالي الفرنسي أندريه بريتون بأن مشاهدي الأفلام يدخلون حالة بين «الاستيقاظ والنوم»، وهو ما وصفه المخرج الفرنسي رينيه كلير بأنه «حالة احلام اليقظة». يناقش المجلد الأول لجان ميتري من Esthétique et psychologie du cinéma (١٩٦٣) أيضًا العلاقة بين الأفلام وحالة الأحلام.

## مُخرجون مؤيدون للنظرية
من بين المخرجين الذين وصفوا بأنهم يستخدمون عناصر كالحلم أو تشبه الحلم في أفلامهم سيرجي باراجانوف ( ظلال الاسلاف المنسية)، ديفيد لينش ( توين بيكس، مولهولاند درايف) اندريه تاركوفسكي ( اندريه ربليه، سولاريس), ستان براخاج ( دوج ستار مان)، مايكل أنجلو أنتونيوني( ذا باسينجير، نقطة زابريسكي )، ياروميل جيريش ( فاليري واسبوعها الملئ بالعجائب)، كريستوف كيشلوفسكي (الحياة المزدوجة لفيروينك) فيدبريكو فيليني ( اماركورد), انغمار بيرغمان ( التوت البري), جان كوكتو ( ثلاثية اورفيك)، غاسبار نوي ( ادخل الفراغ،العشق،ذروة) ، راؤول رويز ( مدينة القراصنة)، إدغار ج. ( بلاك كات)، جاك تورنور ( مشيت مع الزومبي )، مايا ديرين ( شظايا ما بعد الظهيرة )، ڤويتشخ هاس،  و كينيث أنجر.

## مقالات اضافية
- باشلر، أوديل. "Images de film، images de rêve؛ le véhicule de la vision"، CinémAction، 50 (1989)، pp. 40–46.
- بوتز بورنشتاير، أورستن. أفلام وأحلام: تاركوفسكر، أيرغمار، أوكورور، أوبرير، أونغ كار واي. لانهام: ليكسينغتون ، 2009.
- بيرنر، أاري. "الأحلام والتأمل في الأفلام"، Wide Angle، v. 10، 2 (1988)، pp. 41–61.
- كيوبر، أون. تأثير السينما. كامبريدج ولندن: مطبعة معهد ماساتشوستس للتكنولوجيا ، 2004 ، الصفحات 273-299.
- هالبيرر، أيزلي. أحلام على فلم: الصراع السينمائي بين الفن والعلم. جيفرسور، أورث كارولاينا: مكفارلاند وشركاه ، 2003.
- هوبسور، إ. ألان. 1980. "فلم وفسيولوجيا نوم الأحلام: الدماغ كجهاز عرض للكاميرا". دريم وركس 1 (1): ص 9-25.
- لوير، أيرترام د. "استنتاجات من شاشة الحلم" ، المجلة الدولية للتحليل النفسر، ألمجلد. التاسع والعشرون ، 4 (1948) ، ص. 224.
- مارينيلر، أيديا. "فحص نظريات الرغبات: علم النفس في الأحلام والسينما المبكرة". العلم في السياق (2006) ، 19: 87-110
- بيتريتر، ألادر، أيلم وأحلام: نهج لبيرغمار، أيدغرير، أيويورك ، 1981.